# Norbert Hammerschmidt
Norbert Hammerschmidt (* 15. Mai 1944 in Dortmund) ist ein deutscher Schlagertexter.

## Leben und Wirken
Norbert Hammerschmidt stammt aus einer Arbeiterfamilie, in der ein Studium nicht erwünscht war, weshalb er auch keine weiterführende Schule besuchte. Mit 17 Jahren  verließ er das Ruhrgebiet mit dem Ziel, in Maranello in Italien bei Ferrari Rennmechaniker und danach Rennfahrer zu werden. Er bereiste stattdessen jedoch verschiedene europäische Städte wie Brüssel, Nizza, Cannes, Paris und Amsterdam und kehrte im Alter von 20 Jahren nach Deutschland zurück.
Hier begann er eine Ausbildung zum Industriekaufmann und gründete eine Familie. Nach dem Besuch einer privaten Akademie für Erwachsenenbildung legte er ein Wirtschaftsdiplom ab. Anschließend arbeitete er als Vertriebsleiter in einer Firma für audio-visuelle Kommunikationstechnik.
In seiner Freizeit begann er, Liedtexte zu schreiben. 1977 erhielt er einen Vertrag bei den Meisel-Verlagen in Berlin und konnte nun das Texten zu seinem Beruf machen. Die ersten Interpreten, die seine Texte sangen, waren Frank Zander, Sylvia Vrethammar und Nighttrain.
Sein erster großer Erfolg war der deutsche Text zu Santa Maria für Roland Kaiser, wofür es Gold und Platin gab. Insgesamt schrieb Hammerschmidt etwa 100 Titel für Roland Kaiser.
Zu den weiteren Interpreten seiner Texte zählen Udo Jürgens, Andrea Jürgens, Vicky Leandros, Nana Mouskouri, Wencke Myhre, Roberto Blanco, G.G. Anderson, Karel Gott, Bernhard Brink, Leonard, Lena Valaitis, Ireen Sheer, Andy Borg, Monika Martin, Freddy Quinn, Die Flippers, Tony Marshall, Florian Haidt und das Nockalm Quintett.
Seit 1986 arbeitet er mit Jack White zusammen und schrieb für ihn etwa 250 und damit fast alle dessen deutschsprachigen Texte. Insgesamt stammen bisher mehr als 1000 Titel aus seiner Feder. Mit Texten für Andrea Berg, Hansi Hinterseer, Roland Kaiser und die  Kastelruther Spatzen erreichte er mehrfach Gold und Platin.
Mit Texten zu fünf Titeln kam er in die deutschen Vorausscheidungen zum Eurovision Song Contest (1980, 1982, 1983, 1986, 2002)
Mit Männer versteh’n nur was sie woll’n belegte Gaby Baginsky bei den Deutschen Schlager-Festspielen 1998 mit einem Hammerschmidt-Text den ersten Platz.
2011 wurde Norbert Hammerschmidt von der GEMA mit dem Willy-Dehmel-Preis für Textdichter ausgezeichnet.
1986/87 war er neben dem Schlagergeschäft Hauptautor der ZDF-Fernsehunterhaltungsserie mit versteckter Kamera „Kaum zu glauben“ mit Pit Weyrich.

## Erfolgstitel (Auswahl)
- Santa Maria (Roland Kaiser, 1980)
- Lieb’ mich ein letztes Mal (Roland Kaiser, 1981)
- Dich zu lieben (Roland Kaiser, 1981)
- Wohin gehst du? (Roland Kaiser, 1982)
- Manchmal möchte ich schon mit dir (Roland Kaiser, 1982)
- Die Gefühle sind frei (Roland Kaiser, 1983)
- Joana (Roland Kaiser, 1984)
- Flieg’ mit mir zu den Sternen (Roland Kaiser, 1984)
- Es kann der Frömmste nicht in Frieden leben (Roland Kaiser, 1984)
- Midnight Lady (Roland Kaiser, 1986)
- Wir tanzen Lambada (Andrea Jürgens, 1990)
- Wenn du mich willst, dann küss mich doch (Andrea Berg, 1994)
- Die Gefühle haben Schweigepflicht (Andrea Berg, 1995)
- Männer versteh’n nur was sie woll’n (Gaby Baginsky, 1998)
- Ich bin verrückt nach Liebe (Andrea Jürgens, 1999)
- Günther gestehe (Vicky Leandros, 1997)
- Elisabeth (Hansi Hinterseer, 1998)
- Amore mio (Hansi Hinterseer, 2000)
- Nein heißt ja (G.G. Anderson, 2000)
- Rote Sonne von Bali (Hansi Hinterseer, 2005)
- Und wenn Tirol am Nordpol wär’  (Alpentrio Tirol, 2005)
- Ein Kreuz und eine Rose (Kastelruther Spatzen, 2009)